# NGC 4404
NGC 4404 is een elliptisch sterrenstelsel in het sterrenbeeld Maagd. Het hemelobject werd op 20 maart 1789 ontdekt door de Duits-Britse astronoom William Herschel.

## Synoniemen
- MCG -1-32-9
- NPM1G -07.0365
- PGC 40666